# B12 (groupe)
Pour les articles homonymes, voir B12.
B12 est un groupe anglais de musique électronique, formé de Michael Golding et Steve Rutter, également connus sous les noms de 2001, Cmetric, Infamix, Musicology et Redcell.
Ils ont fondé un label éponyme, représentant de l'IDM anglaise, sur lequel ont notamment été publiés Kirk Degiorgio et Stasis (en)
Initialement, leur musique s'inspire de la techno de Détroit de la fin des années 1980 et du début des années 1990, et de ses précurseurs Juan Atkins et Derrick May. Selon Libération, « Mike Golding et Steven Rutter ont quasiment inventé l’electronica anglaise, fortement inspirés de la techno de Detroit et du rock électronique allemand de la fin des années 70. »

## Albums
- 1993 : Electro-Soma (Warp)
- 1993 : Prelude Part 1 (B12)
- 1995 : TimeTourist (Warp)
- 2008 : Last Days Of Silence (B12)
- 2008 : Last Days Of Silence Remixes (B12)
- 2017 : (Electro-Soma) + (Electro-Soma II) (Warp)